# Strappado
Strappado, emellanåt benämnd palestinsk hängning, är en tortyrmetod. Offret binds upp i handlederna bakom ryggen. Detta medför en sådan påfrestning på skuldror och axlar, vilka lätt går ur led, att personen oftast svimmar. Vikter fästa vid fotlederna ökar offrets lidande ytterligare.